# Chubbuck, Idaho
Chubbuck, Idaho là một thành phố thuộc quận, tiểu bang Idaho, Hoa Kỳ. Dân số thời điểm năm 2010 theo điều tra dân số Hoa Kỳ năm 2010 là 13.922 người.